# 托里德尔贝纳科
托里德尔贝纳科（義大利語：Torri del Benaco），是意大利威尼托大区维罗纳省的一个市镇。总面积51.37平方公里，人口2924人，人口密度56.9人/平方公里（2009年）。国家统计（ISTAT）代码为023086。

## 友好城市
- 西班牙卡达克斯 2006年